# 드 토마소 P900
드 토마소 P900(이탈리아어: De Tomaso P900)은 드 토마소에서 2023년부터 생산 중인 스포츠카이다. 트랙 전용 스페셜 모델로, 생산 대수는 18대이며, 2023년 초에 인도가 시작되었다. P900이라는 이름은 차량의 전비중량이 900 kg (1,984 lb)이라는 사실에서 유래되었다.